# Rduch Bells & Clocks
Rduch Bells&Clocks – jedno z najbardziej znanych i najstarszych polskich przedsiębiorstw zajmujących się techniczną obsługą dzwonów na świecie. Swoją siedzibę firma posiada w Rydułtowach. Kontynuuje tradycje rodzinnego przedsiębiorstwa Rduch założonego w 1973 roku.
Rduch Bells&Clocks wykonuje automatykę dzwonów, konstrukcje i zawieszenia dzwonów, kute serca oraz nowoczesną elektronikę kościelną, m.in. systemy multimedialne wyświetlające pieśni kościelne, dotykowe komputery sterujące pracą dzwonów, systemy bezprzewodowego załączania dzwonów. Firma prowadzi prace naukowo-badawcze w dziedzinie automatyzacji dzwonienia. Przedsiębiorstwo ściśle współpracuje z Pracownią Ludwisarską Jana Felczyńskiego z Przemyśla.

## Historia rodziny
Antoni Rduch, wcześniej pracujący w oddziale elektrycznym kopalni Jastrzębie, założył 3 stycznia 1973 roku w Połomi na ziemi wodzisławskiej firmę pod nazwą "Zakład Elektromechaniczny i Ślusarski Antoni Rduch". Firma początkowo specjalizowała się w naprawie urządzeń elektrycznych i przewijaniu silników elektrycznych. Wkrótce Antoni Rduch podjął się naprawy uszkodzonego napędu dzwonu w pobliskim kościele. Naprawiony układ napędowy dzwonu parafii w Godowie stał się reklamą dla nowego zakładu. Antoni Rduch wraz z bratem Janem zaczęli montaż nowych urządzeń automatyki do dzwonów oraz radiofonizację kościołów. 
Nastąpił rozwój zakładu i zatrudnienia. W 1978 roku Jan Rduch założył swoją firmę specjalizującą się tylko w radiofonii i nagłaśnianiu kościołów i terenów otwartych. W obu firmach braci Rduch rozpoczęto kształcenie pracowników i szkolenie uczniów w zawodzie elektromechanika. Na terenie zakładu powstały wydzielone warsztaty szkoleniowe dla uczniów.
Antoni Rduch, posiadając zaplecze warsztatowe do przewijania silników elektrycznych, podjął się skonstruowania i wykonania silnika liniowego. Opracowany układ napędowy z wykorzystaniem silnika liniowego stał się standardem w napędach dzwonów na całym świecie. Wkrótce firma opracowała najpierw elektroniczny, a później mikroprocesorowy sterownik do dzwonienia automatycznego oraz do indywidualnego programowania dzwonienia. 
W roku 1997 do firmy dołączył zięć Grzegorz Klyszcz. Po trzech latach pracy u Antoniego Rducha i zdobyciu specjalistycznych kwalifikacji Grzegorz Klyszcz wraz z małżonką Bernadetą Rduch-Klyszcz założył firmę pod nazwą PPUH Rduch Grzegorz Klyszcz, a od 2015 roku nazwę firmy zmieniono na Rduch Bells&Clocks. Nowe warsztaty firmy powstały w Czernicy w powiecie rybnickim oraz na strefie przemysłowej w Rydułtowach w powiecie wodzisławskim.

## Wybrane realizacje
- Sanktuarium św. Jacka w Kamieniu Śląskim – zawieszenia, serca, automatyka 8 dzwonów o wadze ponad 8 ton[5]
- Bazylika św. Krzyża w Warszawie – automatyka dzwonów, remont mechaniki[potrzebny przypis]
- Kościół bł. Władysława z Gielniowa w Warszawie – automatyka dzwonu Bł. Władysław o wadze 10 ton[6]
- Katedra na Wawelu – zawieszenie, serce, automatyka dzwonu św. Jan Paweł II[7]
- Katedra na Wawelu – renowacja zawieszeń, serc, automatyka „Srebrnych Dzwonów”[potrzebny przypis]
- Jubileuszowy dzwon Mieszko i Dobrawa na 1050 rocznicę chrztu Polski – konstrukcja, zawieszenie, serce[8]
- Dzwon Miłosierdzia na Światowe Światowe Dni Młodzieży w Krakowie – zawieszenie, serce i automatyka[9]
- Dzwon Św. Józef z Nazaretu dla bazyliki Mariackiej w Krakowie – zawieszenie, serce, automatyka, montaż[potrzebny przypis]
- Dzwon Vox Patris – 55 000 kg – największy kołysany dzwon świata – konstrukcja, serce, automatyka[10][11]
- Bell of Hope – zawieszenie, konstrukcja, serce[potrzebny przypis]
- Bazylika św. Katarzyny Aleksandryjskiej w Grybowie – montaż nowych dzwonów[12]
- Kościół św. Andrzeja Apostoła w Otmuchowie-Wójcicach - generalny remont mechaniki dzwonów i automatyki[13]
- Dzwon Vox Dei w Ustroniu – siódmy pod względem wielkości dzwon w Polsce – konstrukcja, jarzmo, serce, automatyka[14]
- Bazylika św. Jana Apostoła w Oleśnicy – nowe napędy liniowe dzwonów, nowe jarzma dzwonów[15].
- Kościół Świętej Trójcy w Tykocinie - generalny remont mechaniki dzwonów i automatyki[16]
- Kościół św. Wojciecha w Bytomiu - nowe napędy liniowe dzwonów, nowe jarzma dzwonów[17]
- Bazylika kolegiacka Narodzenia Najświętszej Marii Panny w Wiślicy - generalny remont mechaniki dzwonów i automatyki[18]
- Katedra Świętych Apostołów Piotra i Pawła w Gliwicach - generalny remont mechaniki dzwonów i automatyki[19]
- Archikatedra Chrystusa Króla w Katowicach - generalny remont mechaniki dzwonów i automatyki[20]
- Kościół św. Stanisława w Dąbrowie Białostockiej - generalny remont mechaniki dzwonów i automatyki[21]
- Kościół św. Jana Chrzciciela w Stargardzie - generalny remont i uruchomienie po kilkudziesięciu latach zabytkowego dzwonu Jan Maria i dwóch mniejszych dzwonów[22]

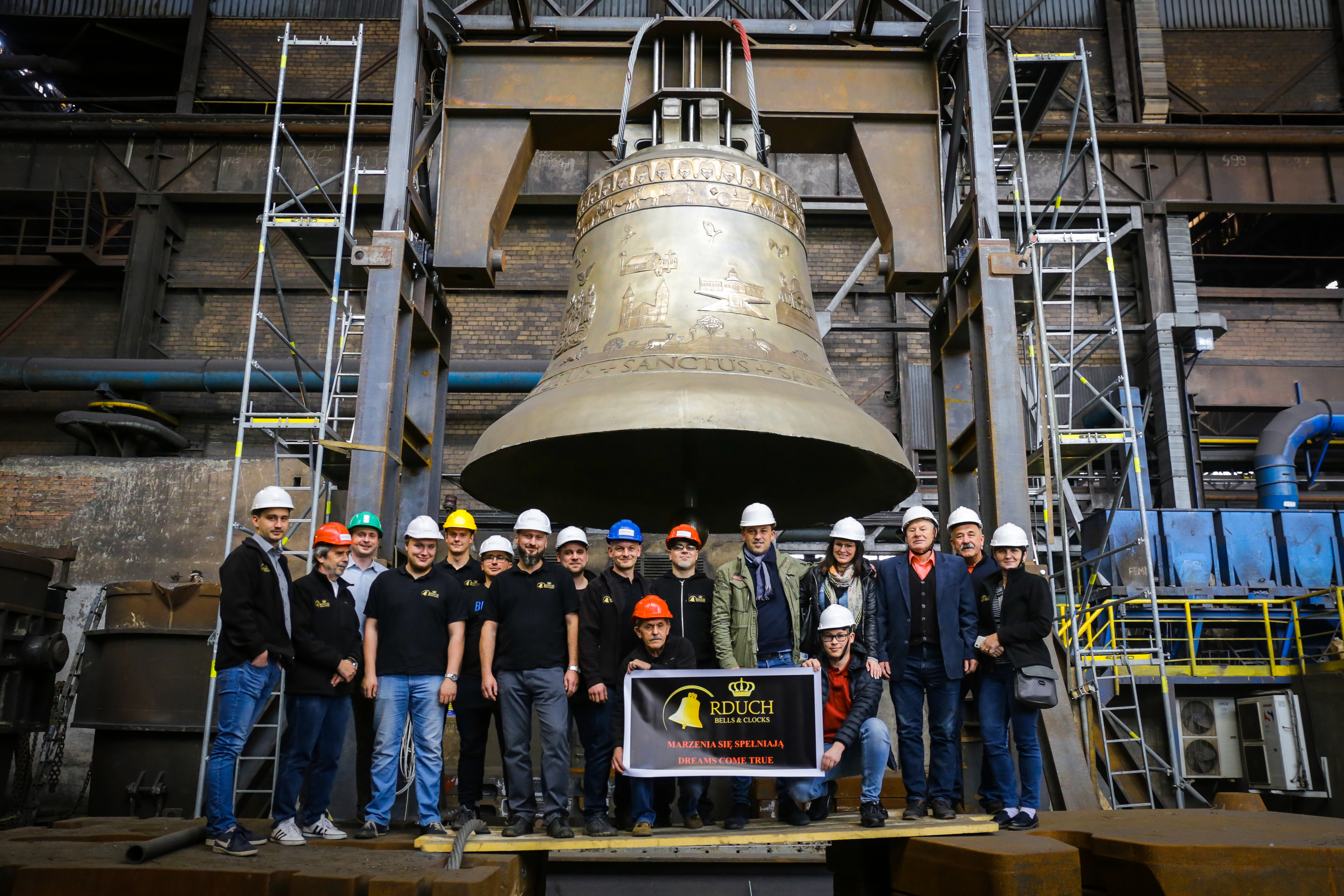
Zespół Rduch Bells&Clocks oraz dzwon Vox Patris – 55 ton

## Nagrody i wyróżnienia dla Rduch Bells&Clocks
- 2001 – Wyróżnienie na Międzynarodowej Wystawie Sacroexpo w Kielcach[potrzebny przypis]
- 2007 – Medal Mercurius Gedanensis Międzynarodowych Targów Kościoły w Toruniu[potrzebny przypis]
- 2007 – Grand Prix Międzynarodowych Targów Kielce[potrzebny przypis]
- 2008 – Wyróżnienie na Międzynarodowej Wystawie Sacroexpo[potrzebny przypis]
- 2013 – Nagroda na Targach Sacroexpo[potrzebny przypis]
- 2014 – Wyróżnienie na Międzynarodowej Wystawie Sacroexpo[potrzebny przypis]
- 2015 – Medal na Międzynarodowej Wystawie Sacroexpo[potrzebny przypis]
- 2016 – Wyróżnienie na Międzynarodowej Wystawie Sacroexpo[potrzebny przypis]
- 2022 – MEDAL TARGÓW KIELCE za rewitalizację i uruchomienie wawelskiego dzwonu Urban[23]

## Kalendarium
Kalendarium firmy:

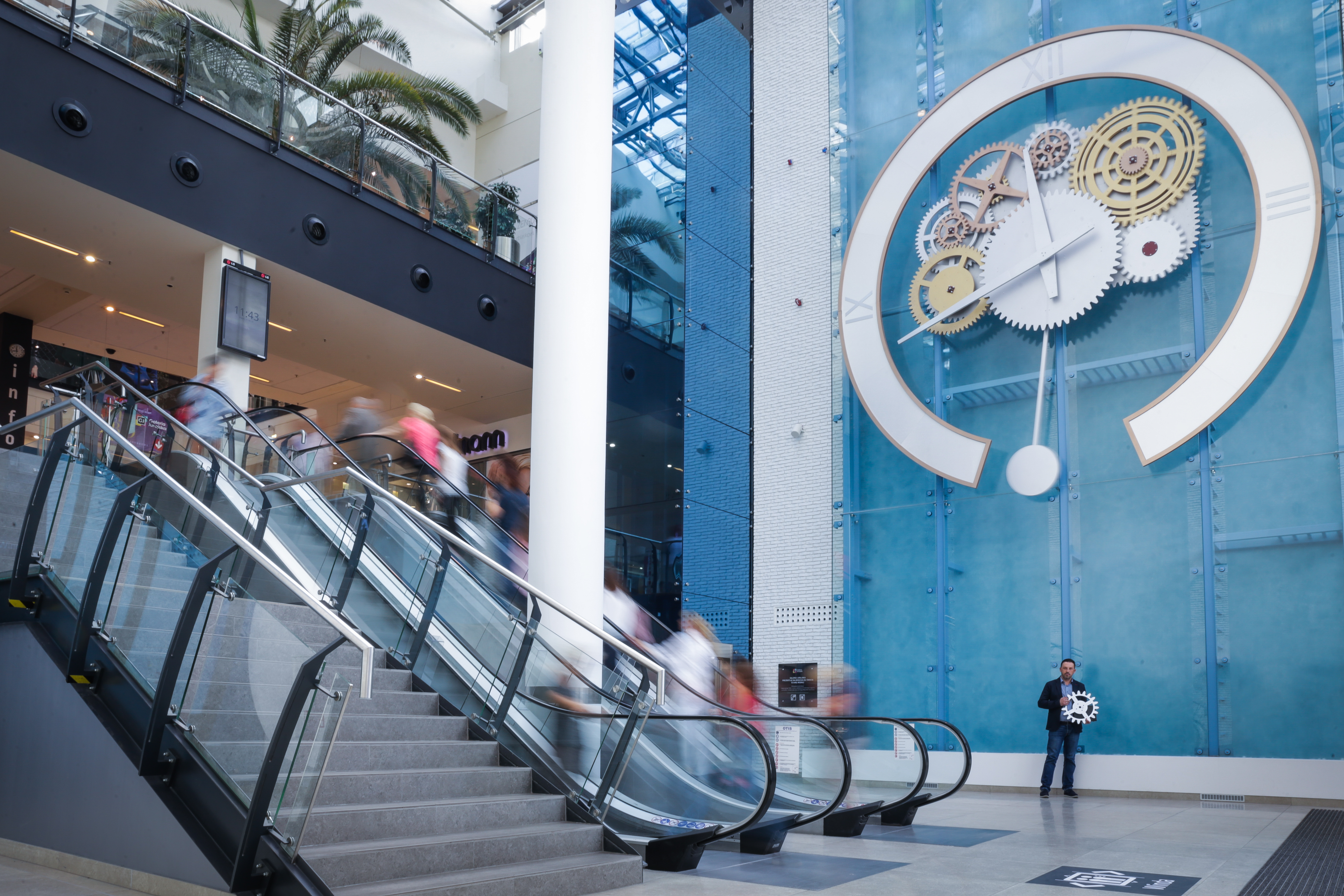
Zegar w Galerii Jurajskiej w Częstochowie o średnicy 6,5 m z ruchomym wahadłem i poruszającymi się kołami zębatymi

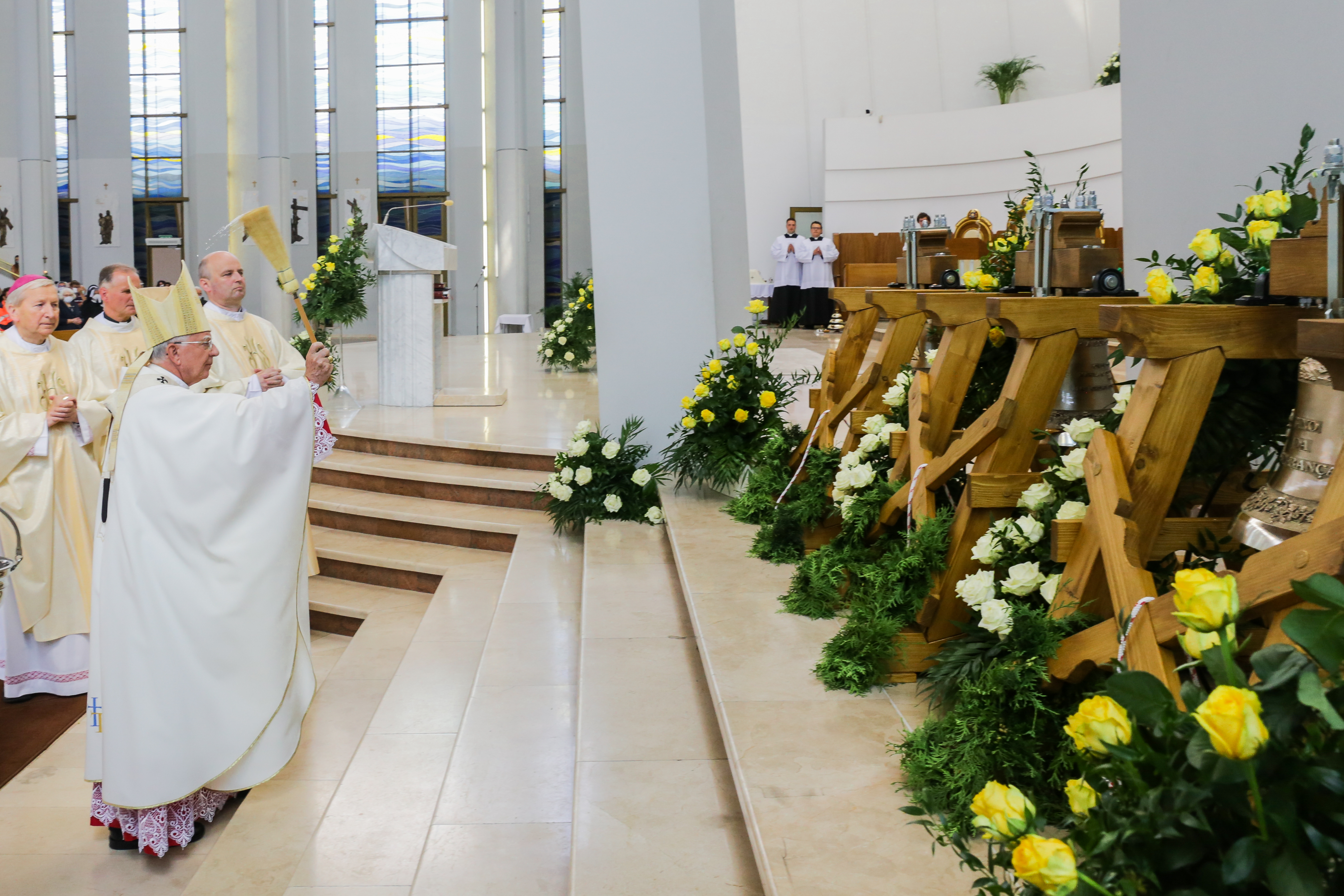
Poświęcenie dzwonów nadziei – Bell of Hope w sanktuarium Bożego Miłosierdzia w Krakowie – Łagiewnikach

- 1973 – założenie firmy "Zakład Elektromechaniczny i Ślusarski Antoni Rduch" w Połomi
- 1976 – zaprojektowanie i wdrożenie silnika liniowego do napędu dzwonów
- 1995 – wprowadzenie na rynek pierwszego mikroprocesorowego sterownika dzwonów synchronizowanego sygnałem DCF
- 1997 – Grzegorz Klyszcz uczestniczy w swoim pierwszym dużym projekcie. Wspólnie z Antonim bierze udział w projektowaniu konstrukcji, zawieszeń, automatyki dla pięciu nowych dzwonów w podwarszawskiej parafii Stara Iwiczna. Proboszczem tejże parafii był wówczas ks. Andrzej Kwaśnik, wiele lat później tragicznie zmarły w katastrofie pod Smoleńskiem
- 1998 – Grzegorz Klyszcz zostaje aktywnie włączony przez Antoniego w prace nad rozwojem – wprowadzanie nowych technologii i wdrażanie nowych produktów
- 1999 – wprowadzenie na rynek urządzenia dzwonów i kurantów opartych na procesorach sygnałowych DSP
- 1999 – wprowadzenie na rynek nowoczesnych zegarów sterujących dzwonami serii R-400x, cechujących się nowymi możliwościami oraz nowoczesnym wyglądem
- 2000 – założenie przedsiębiorstwa w Czernicy pod firmą PPUH Rduch Grzegorz Klyszcz
- 2001 – liczne prace zagraniczne: Białoruś, Litwa, UkrainaDzwon „Pamięć i Przestroga” na okoliczność 80. rocznicy wybuchu II wojny światowej

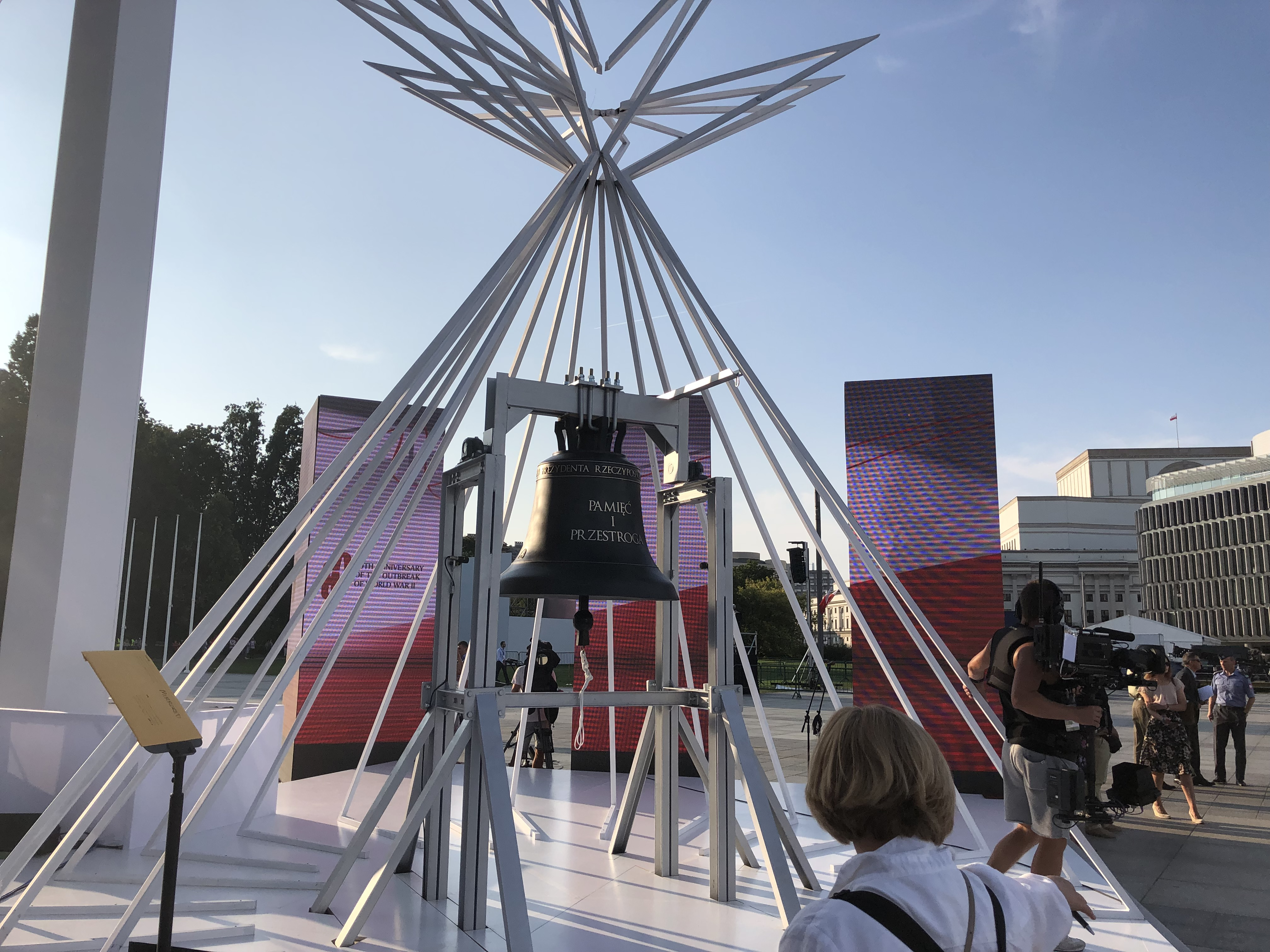
Dzwon „Pamięć i Przestroga” na okoliczność 80. rocznicy wybuchu II wojny światowej

- 2002 – montaż dzwonów na Filipinach
- 2005 – montaż konstrukcji, automatyki w Korei Południowej
- 2005 – wprowadzenie na rynek systemów multimedialnych
- 2007 – rozpoczęcie współpracy z ludwisarniami niemieckimi, austriackimi i holenderskimi dla zdobycia doświadczeń w słabo wtedy znanej w Polsce dziedzinie akustyki dzwonów
- 2007 – pierwszy w Polsce programator dzwonów oparty na dotykowym panelu sterującym
- 2008 – montaż dzwonów w Azerbejdżanie na zlecenie Prezydenta RP Lecha Kaczyńskiego
- 2010 – rozpoczęcie współpracy z prawnukiem Jana Felczyńskiego – Piotrem Olszewskim
- 2012 – system multimedialny oparty na nowoczesnym tablecie i sygnale HDMI
- 2012 – prace w Indiach
- 2012 – wdrożenie nowoczesnego narzędzia inżynierskiego do projektowania CAD
- 2013 – rozpoczęcie prac nad konstrukcją i automatyką dzwonu św. Jan Paweł II dla katedry na Wawelu
- 2014 – montaż ostatniego wawelskiego dzwonu w Wieży Srebrnych Dzwonów[25]
- 2015 – wykonanie wzornika (szablonu) do produkcji największego kołysanego dzwonu świata Vox Patris (Głos Ojca) o wadze 55 ton[26]
- 2015 – udział w największych na świecie targach sakralnych Koine we Włoszech
- 2016 – konstrukcja, zawieszenie i serce dzwonu Mieszko i Dobrawa na 1050 rocznicę chrztu Polski[8]
- 2016 – zawieszenie, serce i automatyka dzwonu Misericordiae na Światowe Dni Młodzieży w Krakowie[9]
- 2017 – odlew największego kołysanego dzwonu świata – Vox Patris – 55 ton
- 2017 – uruchomienie w Kazimierzu Dolnym pierwszego odlanego w Polsce kuranta dzwonowego[27]
- 2018 – wykonanie i montaż zegara w Galerii Jurajskiej w Częstochowie zgłoszonego do Księgi rekordów Guinnessa[28]
- 2018 – oficjalna prezentacja dzwonu Vox Patris (20 września) dla sanktuarium w Trindade
- 2019 – opracowanie i wdrożenie technologii spawania dzwonów
- 2019 – naprawa pękniętego XVII w. dzwonu Maryjan z fary w Krośnie[29]
- 2019 – dzwon „Pamięć i Przestroga” dla upamiętnienia 80. rocznicy wybuch II wojny światowej – konstrukcja, zawieszenie, serce[30]
- 2020 – dzwon Józef z Nazaretu dla bazyliki mariackiej w Krakowie – dębowe zawieszenie, automatyka, kute serce, montaż[31]
- 2020 – pierwsze uruchomienie dzwonu Vox Patris (25 maja)
- 2020 – współtworzenie światowej idei dzwonów nadziei – Bell of Hope – poświęcenie pierwszych dzwonów w sanktuarium Bożego Miłosierdzia w Łagiewnikach[32]
- 2024 – odlanie pierwszych staliwnych dzwonów[33]